# 글루텐 민감증
글루텐 민감증(gluten sensitivity)은 글루텐에 알레르기나 자가면역 반응 없이 글루텐에 반응을 나타내는 경우로 적절한 검사에 의해 확인된 경우를 말한다. 셀리악병도 아니고 밀 알레르기도 없으면서, 식사에서 글루텐을 제거했을 때 증상이 호전되는 환자가 이 경우이다. 밀 단백질의 일종인 글리아딘의 항체 수치를 측정하는 간단한 혈액검사를 통해 글루텐 민감증을 진단할 수 있다. 글루텐 민감증은 1-6% 정도일 것으로 추정되며, ‘전미 셀리악병 인식고취 재단’은 1,800만 미국인이 ‘글루텐 민감증’을 지니고 있다고 추산하고 있다. 그러나 의사 처방 없이 글루텐 프리 식사를 하려는 사람 중 어느 정도가 글루텐 민감증인지는 확실치 않다.

## 증상
글루텐이 함유된 식품을 먹으면 설사나 빈혈 등 셀리악병 환자와 유사한 증상이 나타나지만 영구적인 장 손상은 나타나지 않으며 영양 결핍을 초래하거나 암의 위험을 높이는 것도 아니다. 이 경우 글루텐 제한식의 효과에 대해 논란의 여지가 있으며, 글루텐 제한식으로 증상이 호전되는 정도도 다양하다.